# Hajany
Hajany är en ort i Tjeckien.   Den ligger i regionen Södra Mähren, i den sydöstra delen av landet, 190 km sydost om huvudstaden Prag. Hajany ligger 256 meter över havet och antalet invånare är 336.
Terrängen runt Hajany är huvudsakligen platt, men västerut är den kuperad. Runt Hajany är det ganska tätbefolkat, med 155 invånare per kvadratkilometer. Närmaste större samhälle är Brno, 10,1 km norr om Hajany. Trakten runt Hajany består till största delen av jordbruksmark.